# Louis-Gabriel Bellon
Pour les articles homonymes, voir Bellon.
Louis-Gabriel Bellon (20 octobre 1819 à Lille - 20 mai 1899) est un négociant, archéologue et collectionneur français.

## Biographie
Gabriel Louis Bellon naît le 21 octobre 1819 à Lille rue Saint-Étienne, fils de Louis Joseph Bellon, employé, et de Célestine Mullet, tous deux originaires d'Arras.
Il épouse le 7 janvier 1840 Rosalie Monchy et s'établit à Saint-Nicolas près d'Arras. Il entre au conseil municipal le 11 juin 1843. Il devient maire le 3 juillet 1848, fonction qu'il occupe jusqu'en octobre 1852, date de son départ à Rouen. Il s'associe à son beau-frère M. Dubuisson qui a fondé un commerce de draperies et d'habillements.
Il réalise avec Auguste Terninck dans les années 1870 des fouilles archéologiques à Saint-Nicolas et met au jour quatre grandes tombes. Il est nommé à la commission des monuments historiques du Pas-de-Calais en 1879 sur proposition de De Linas et Terninck.
Il sera un des fondateurs des Amis des monuments rouennais (1886) ainsi que du Refuge du Petit-Quevilly. Il sera à partir de 1887 et pendant 6 ans juge du tribunal consulaire.
Atteint d'un anévrisme en 1896, il quitte Rouen pour retrouver sa propriété de Saint-Nicolas. Il meurt le 20 mai 1899.